# Michal Breznaník
Michal Breznaník (Revúca, 16 december 1985) is een Slowaaks voormalig voetballer die doorgaans speelde als middenvelder. Tussen 2004 en 2025 was hij actief voor Šport Podbrezová, Slovan Bratislava, Slovan Liberec, Amkar Perm, Sparta Praag, opnieuw Slovan Liberec, Dukla Praag, opnieuw Železiarne Podbrezová en Baník Kalinovo. Breznaník maakte in 2012 zijn debuut in het Slowaaks voetbalelftal en kwam uiteindelijk tot tien interlandoptredens.

## Clubcarrière
Breznaník speelde in de jeugd van verschillende regionale amateurverenigingen, voordat hij zich in 2002 aansloot bij de opleiding van Šport Podbrezová. Bij die club wist hij ook door te breken en in 2007 maakte hij een transfer naar topclub Slovan Bratislava. Aldaar werd hij een onbetwiste basisspeler en hij werd zelfs kampioen in zijn tweede jaar. In 2010 werd hij voor de duur van één seizoen verhuurd aan het Tsjechische Slovan Liberec. Die club nam hem na dat seizoen ook direct permanent over. Ook hier werd hij kampioen in zijn tweede seizoen. Na die overwinning verkaste Breznaník opnieuw; hij tekende op 6 september 2012 een driejarig contract bij Amkar Perm, in Rusland. Na twee jaar en acht optredens tekende de Slowaak voor Sparta Praag. Die club verhuurde hem eerst aan Slovan Liberec en in 2016 aan stadsgenoot Dukla Praag. In de zomer van 2016 keerde Breznaník terug bij Šport Podbrezová, wat inmiddels de naam Železiarne Podbrezová had aangenomen. Breznaník verkaste in januari 2023 naar Baník Kalinovo. Hij besloot in augustus 2025 op negenendertigjarige leeftijd een punt achter zijn actieve loopbaan te zetten.

## Interlandcarrière
Zijn debuut in het Slowaaks voetbalelftal maakte Breznaník op 29 februari 2012, toen er in een vriendschappelijk duel met 1–2 gewonnen werd van Turkije. Van bondscoach Michal Hipp mocht de middenvelder na een uur spelen invallen voor Miroslav Stoch.
| Interlands van Michal Breznaník voor Slowakije | Interlands van Michal Breznaník voor Slowakije | Interlands van Michal Breznaník voor Slowakije | Interlands van Michal Breznaník voor Slowakije | Interlands van Michal Breznaník voor Slowakije | Interlands van Michal Breznaník voor Slowakije | Interlands van Michal Breznaník voor Slowakije |
| №                                              | Datum                                          | Wedstrijd                                      | Uitslag                                        | Competitie                                     | Goals                                          |                                                |
| Als speler bij Slovan Liberec                  | Als speler bij Slovan Liberec                  | Als speler bij Slovan Liberec                  | Als speler bij Slovan Liberec                  | Als speler bij Slovan Liberec                  | Als speler bij Slovan Liberec                  | Als speler bij Slovan Liberec                  |
| ---------------------------------------------- | ---------------------------------------------- | ---------------------------------------------- | ---------------------------------------------- | ---------------------------------------------- | ---------------------------------------------- | ---------------------------------------------- |
| 1                                              | 29 februari 2012                               | Turkije – Slowakije                            | 1 – 2                                          | Vriendschappelijk                              |                                                |                                                |
| 2                                              | 26 mei 2012                                    | Polen – Slowakije                              | 1 – 0                                          | Vriendschappelijk                              |                                                |                                                |
| 3                                              | 30 mei 2012                                    | Nederland – Slowakije                          | 2 – 0                                          | Vriendschappelijk                              |                                                |                                                |
| 4                                              | 15 augustus 2012                               | Denemarken – Slowakije                         | 1 – 3                                          | Vriendschappelijk                              |                                                |                                                |
| Als speler bij Amkar Perm                      |                                                |                                                |                                                |                                                |                                                |                                                |
| 5                                              | 7 september 2012                               | Litouwen – Slowakije                           | 1 – 1                                          | WK 2014 kwalificatie                           |                                                |                                                |
| 6                                              | 11 september 2012                              | Slowakije – Liechtenstein                      | 2 – 0                                          | WK 2014 kwalificatie                           |                                                |                                                |
| 7                                              | 12 oktober 2012                                | Slowakije – Letland                            | 2 – 1                                          | WK 2014 kwalificatie                           |                                                |                                                |
| 8                                              | 16 oktober 2012                                | Slowakije – Griekenland                        | 0 – 1                                          | WK 2014 kwalificatie                           |                                                |                                                |
| 9                                              | 14 augustus 2013                               | Roemenië – Slowakije                           | 1 – 1                                          | Vriendschappelijk                              |                                                |                                                |
| Als speler bij Sparta Praag                    |                                                |                                                |                                                |                                                |                                                |                                                |
| 10                                             | 4 september 2014                               | Slowakije – Malta                              | 1 – 0                                          | Vriendschappelijk                              |                                                |                                                |